# Механика контактного взаимодействия

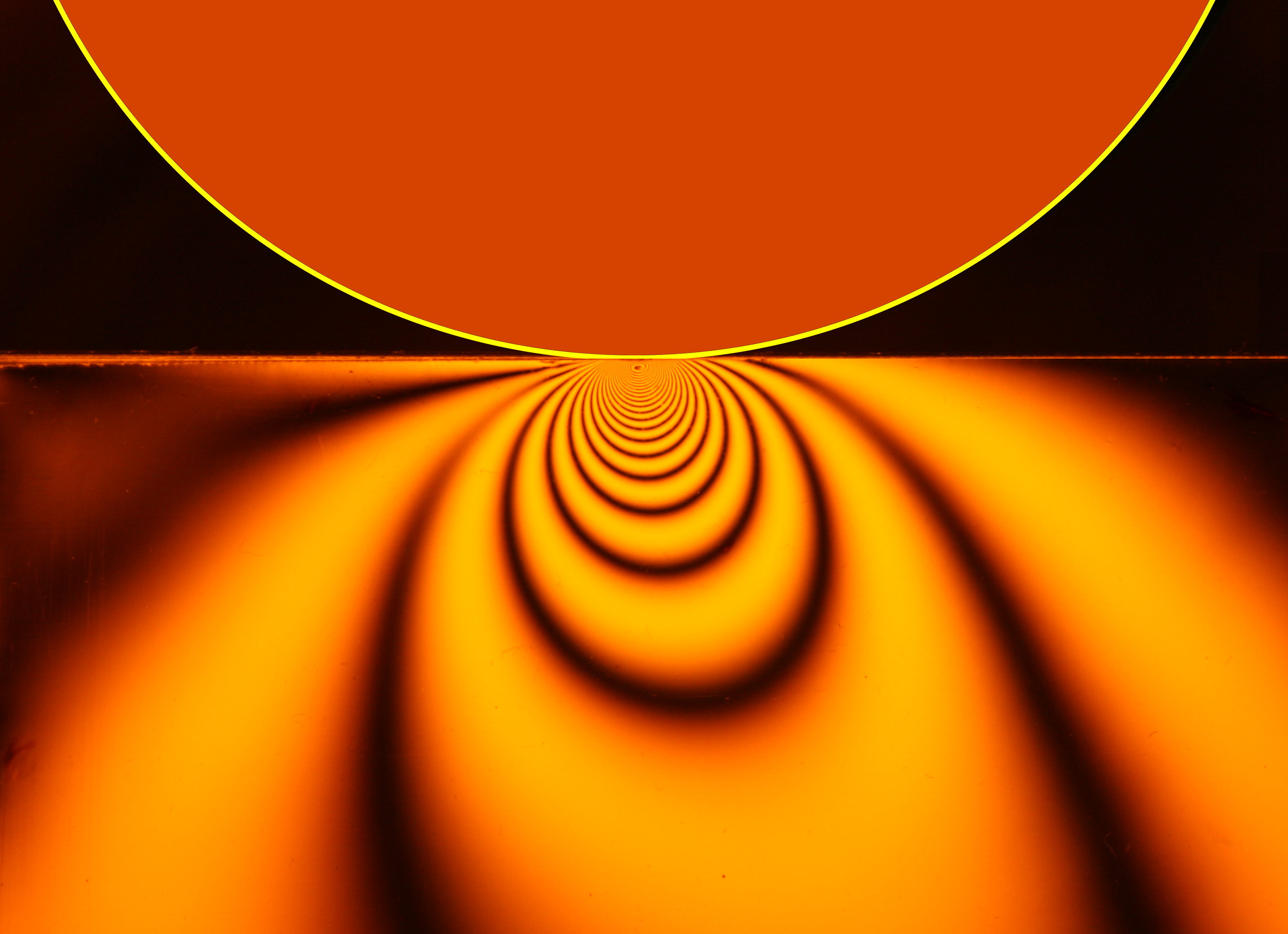
Напряжения в области контакта при одновременном нагружении нормальной и касательной силой. Напряжения определены методом фотоупругости

Механика контактного взаимодействия занимается расчётом упругих, вязкоупругих и пластичных тел при статическом или динамическом контакте. Механика контактного взаимодействия является основополагающей инженерной дисциплиной, обязательной при проектировании надёжного и энергосберегающего оборудования.
Она будет полезна при решении многих контактных задач, например, колесо-рельс, при расчёте муфт, тормозов, шин, подшипников скольжения и качения, двигателей внутреннего сгорания, шарниров, уплотнений; при штамповке, металлообработке, ультразвуковой сварке, электрических контактах и др. Она охватывает широкий спектр задач, начиная от расчётов прочности элементов сопряжения трибосистемы с учётом смазывающей среды и строения материала, до применения в микро- и наносистемах.

## История
Классическая механика контактных взаимодействий связана, прежде всего, с именем Генриха Герца. В 1882 году Герц решил задачу о контакте двух упругих тел с искривлёнными поверхностями. Этот классический результат и сегодня лежит в основе механики контактного взаимодействия.
Лишь столетие спустя Джонсон, Кендал и Робертс нашли аналогичное решение для адгезионного контакта (JKR — теория).
Дальнейший прогресс механики контактного взаимодействия в середине 20-го столетия связан с именами Боудена и Тейбора. Они первые указали на важность учёта шероховатости поверхности контактируемых тел. Шероховатость приводит к тому, что действительная площадь контакта между трущимися телами намного меньше кажущейся площади контакта. Эти представления существенно изменили направление многих трибологических исследований. Работы Боудена и Тейбора вызвали появление ряда теорий механики контактного взаимодействия шероховатых поверхностей.
Пионерскими работами в этой области являются работы Архарда (1957), который пришёл к заключению, что при контакте упругих шероховатых поверхностей площадь контакта примерно пропорциональна нормальной силе. Дальнейший важный вклад в теорию контакта шероховатых поверхностей внесли Гринвуд и Виллиамсон (1966) и Перссон (2002). Главным результатом этих работ является доказательство того, что действительная площадь контакта шероховатых поверхностей в грубом приближении пропорциональна нормальной силе, в то время как характеристики отдельного микроконтакта (давление, размер микроконтакта) слабо зависят от нагрузки.

## Классические задачи механики контактного взаимодействия

### Контакт между шаром и упругим полупространством

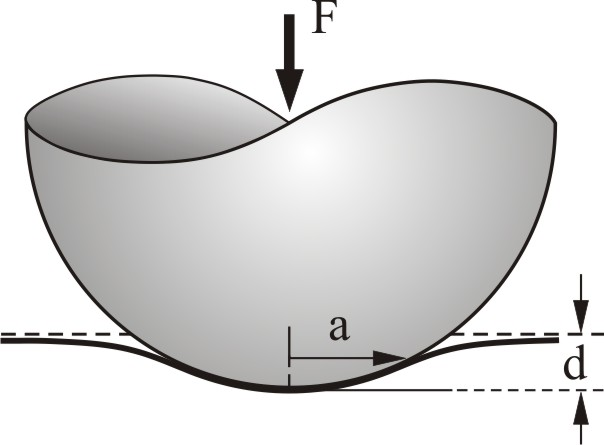
Контакт между шаром и упругим полупространством

Твёрдый шар радиуса {\displaystyle R} вдавливается в упругое полупространство на глубину {\displaystyle d} (глубина проникновения), образуя область контакта радиуса {\displaystyle a={\sqrt {Rd}}}.
Необходимая для этого сила равна
{\displaystyle F={\frac {4}{3}}E^{*}R^{1/2}d^{3/2}},
причём
{\displaystyle {\frac {1}{E^{*}}}={\frac {1-\nu _{1}^{2}}{E_{1}}}+{\frac {1-\nu _{2}^{2}}{E_{2}}}}.
{\displaystyle E_{1}} и {\displaystyle E_{2}} здесь модули упругости, а {\displaystyle \nu _{1}} и {\displaystyle \nu _{2}} — коэффициенты Пуассона обоих тел.

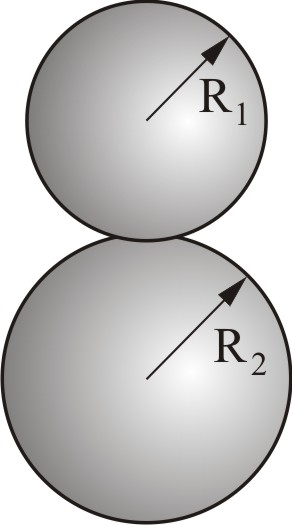
Контакт между двумя шарами

При контакте двух шаров с радиусами {\displaystyle R_{1}} и {\displaystyle R_{2}} эти уравнения справедливы соответственно для радиуса {\displaystyle R}
{\displaystyle {\frac {1}{R}}={\frac {1}{R_{1}}}+{\frac {1}{R_{2}}}}
Распределение давления в площади контакта рассчитывается как
{\displaystyle p=p_{0}\left(1-{\frac {r^{2}}{a^{2}}}\right)^{1/2}}
с
{\displaystyle p_{0}={\frac {2}{\pi }}E^{*}\left({\frac {d}{R}}\right)^{1/2}}.
Максимальное касательное напряжение достигается под поверхностью, для {\displaystyle \nu =0,33} при {\displaystyle z\approx 0,49a} .

### Контакт между двумя скрещивающимися цилиндрами с одинаковыми радиусамиR{\displaystyle R}

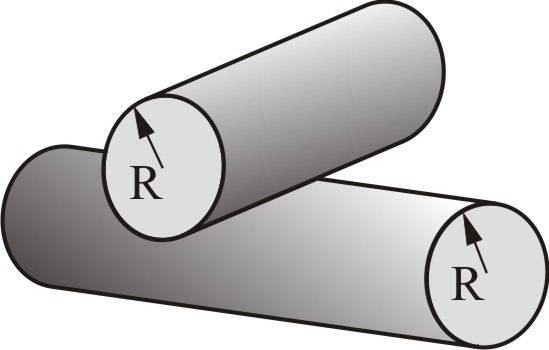
Контакт между двумя скрещенными цилиндрами с одинаковыми радиусами

Контакт между двумя скрещенными цилиндрами с одинаковыми радиусами эквивалентен контакту между шаром радиусом {\displaystyle R} и плоскостью (см.выше).

### Контакт между твёрдым цилиндрическим индентором и упругим полупространством

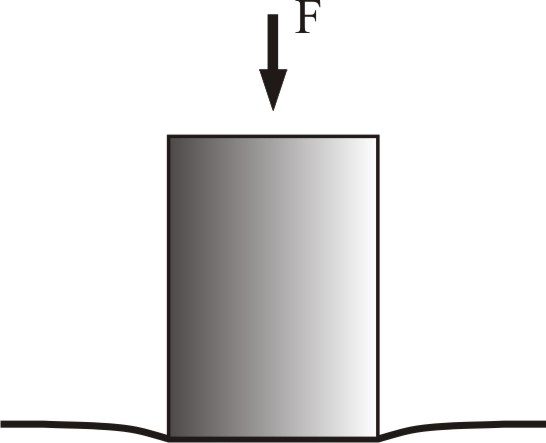
Контакт между твердым цилиндрическим индентором и упругим полупространством

Если твёрдый цилиндр радиусом a вдавливается в упругое полупространство, тo давление распределяется следующим образом
{\displaystyle p=p_{0}\left(1-{\frac {r^{2}}{a^{2}}}\right)^{-1/2}},
причём
{\displaystyle p_{0}={\frac {1}{\pi }}E^{*}{\frac {d}{a}}}.
Связь между глубиной проникновения и нормальной силой определяется
{\displaystyle F=2aE^{*}d{\frac {}{}}}.

### Контакт между твёрдым коническим индентором и упругим полупространством

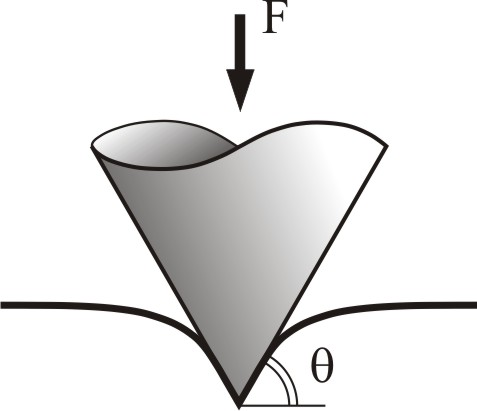
Контакт между конусом и упругим полупространством

При индентировании упругого полупространства твёрдым конусообразным индентером глубина проникновения и радиус контакта связаны следующим соотношением:
{\displaystyle d={\frac {\pi }{2}}a\tan \theta }.
{\displaystyle \theta } есть угол между горизонталью и боковой плоскостью конуса. Распределение давления определяется формулой
{\displaystyle p(r)=-{\frac {Ed}{\pi a\left(1-\nu ^{2}\right)}}ln\left({\frac {a}{r}}-{\sqrt {\left({\frac {a}{r}}\right)^{2}-1}}\right)} .
Напряжение в вершине конуса (в центре области контакта) изменяется по логарифмическому закону. Суммарная сила рассчитывается как
{\displaystyle F_{N}={\frac {2}{\pi }}E{\frac {d^{2}}{\tan \theta }}}.

### Контакт между двумя цилиндрами с параллельными осями

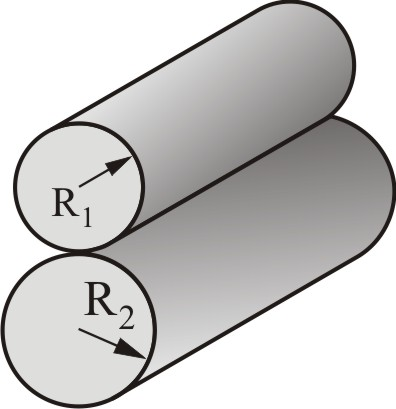
Контакт между двумя цилиндрами с параллельными осями

В случае контакта между двумя упругими цилиндрами с параллельными осями сила прямо пропорциональна глубине проникновения:
{\displaystyle F={\frac {\pi }{4}}E^{*}Ld}.
Радиус кривизны в этом соотношении вообще не присутствует. Полуширина контакта определяется следующим отношением
{\displaystyle a={\sqrt {Rd}}} ,
с
{\displaystyle {\frac {1}{R}}={\frac {1}{R_{1}}}+{\frac {1}{R_{2}}}},
как и в случае контакта между двумя шарами. Максимальное давление равно
{\displaystyle p_{0}=\left({\frac {E^{*}F}{\pi LR}}\right)^{1/2}}.

### Контакт между шероховатыми поверхностями
Когда два тела с шероховатыми поверхностями взаимодействуют друг с другом, реальная площадь контакта {\displaystyle A} намного меньше, чем видимая площадь {\displaystyle A_{0}}. При контакте между плоскостью со случайно распределённой шероховатостью и упругим полупространством реальная площадь контакта пропорциональна нормальной силе {\displaystyle F} и определяется следующим уравнением:
{\displaystyle A={\frac {\kappa }{E^{*}h'}}F}
При этом {\displaystyle h'} — среднеквадратичное значение неровности плоскости и {\displaystyle \kappa \approx 2}. Среднее давление в реальной площади контакта
{\displaystyle \sigma ={\frac {F}{A}}\approx {\frac {1}{2}}E^{*}h'}
рассчитывается в хорошем приближении как половина модуля упругости {\displaystyle E^{*}}, умноженная на среднеквадратичное значение неровности профиля поверхности {\displaystyle h'}. Если это давление больше твёрдости {\displaystyle \sigma _{0}} материала и, таким образом
{\displaystyle \Psi ={\frac {E^{*}h'}{\sigma _{0}}}>2},
то микронеровности находятся полностью в пластичном состоянии.
Для {\displaystyle \Psi <{\frac {2}{3}}} поверхность при контакте деформируется только упруго.
Величина {\displaystyle \Psi } была введена Гринвудом и Виллиамсоном и носит название индекса пластичности. Факт деформирования тела, упругого или пластического, не зависит от приложенной нормальной силы.

### Адгезивный контакт
Феномен адгезии проще всего наблюдать в контакте твердого тела с очень мягким упругим телом, например, с желе. При прикосновении тел в результате действия сил Ван дер Ваальса возникает адгезионная шейка.  Для того чтобы тела опять разорвать, необходимо приложить некоторую минимальную силу, именуемую силой адгезии. Аналогичные явления имеют место в контакте двух твердых тел, разделенных очень мягким слоем, как например, в стикере или в пластыре.  Адгезия может как представлять технологический интерес, например, в клеевом соединении, так и являться мешающим фактором, например, препятствующим быстрому открытию эластомерных клапанов. 
Сила адгезии между параболическим твердым телом и упругим полупростанством впервые была найдена в 1971 г. Джонсоном, Кендаллом и Робертсом. Она равна 
{\displaystyle F_{A}=(3/2)\pi \gamma R}, 
где {\displaystyle \gamma } есть энергия отрыва на единицу площади, а {\displaystyle R} радиус кривизны тела. 
Сила адгезии плоского цилиндрического штампа радуса {\displaystyle a} была найдена также в 1971 году Кендаллом. Она равна 
{\displaystyle F_{A}={\sqrt {8\pi a^{3}E^{*}\gamma }}},
Более сложные формы начинают отрываться "с краев" формы, после чего фронт отрыва растпростаняется к центру до достижения некоторого критического состояния. Процесс отрыва адгезивного контакта можно наблюдать в исследовании.

## Метод редукции размерности

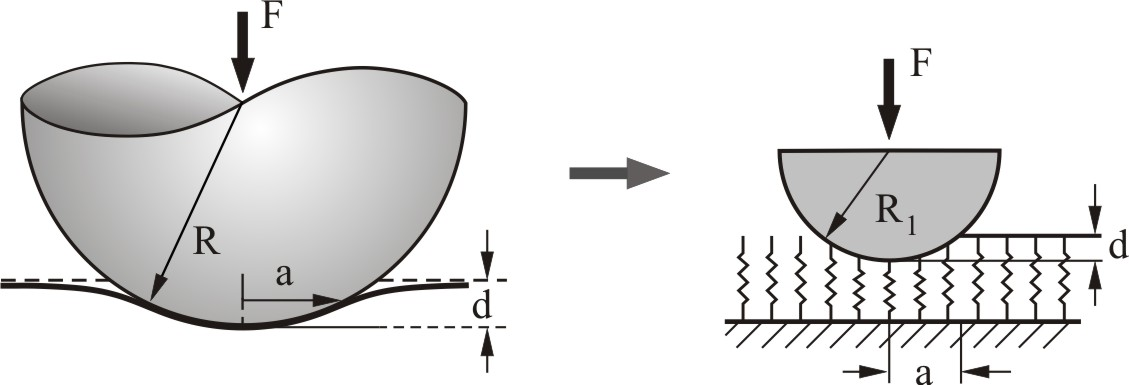
Замещение трехмерного профиля одномерным

Многие задачи механики контактного взаимодействия могут быть легко решены методом редукции размерности. В этом методе исходная трехмерная система замещается на одномерное упругое или вязкоупругое основание (рисунок). Если параметры основания и форма тела выбраны на основе простых правил метода редукции, то макроскопические свойства контакта совпадают точно со свойствами оригинала.

## Энергия при упругом контакте
К. Л. Джонсон, К. Кендал и А. Д. Робертс (JKR — по первым буквам фамилий) взяли эту теорию за основу при вычислении теоретического сдвига или глубины вдавливания при наличии адгезии в их значимой статье «Поверхностная энергия и контакт упругих твёрдых частиц», изданной в 1971 в трудах Королевского Общества. Теория Герца вытекает из их формулировки, при условии, если адгезия материалов равна нулю.
Подобно этой теории, но на основе других предположений, в 1975 Б. В. Дерягин, В. М. Мюллер и Ю. П. Топоров разработали другую теорию, которая среди исследователей известна как теория DMT, и из которой также вытекает формулировка Герца при условии нулевой адгезии.
Теория DMT в дальнейшем была несколько раз пересмотрена прежде, чем
она была принята как ещё одна теория контактного взаимодействия в дополнение к теории JKR.
Обе теории, как DMT так и JKR, являются основой механики контактного взаимодействия, на которых базируются все модели контактного перехода, и которые используются в расчётах наносдвигов и электронной микроскопии. 